# Ligne d'Is-sur-Tille à Culmont - Chalindrey
La ligne d'Is-sur-Tille à Culmont - Chalindrey est une ligne ferroviaire française qui relie Is-sur-Tille, où elle prolonge la ligne de Dijon-Ville à Is-sur-Tille, à Culmont - Chalindrey, où elle rejoint la ligne de Paris-Est à Mulhouse-Ville.
C'est une ligne transversale reliant les réseaux Est et Sud-Est, utilisée pour les relations voyageurs entre Dijon et Troyes, Nancy ou encore Reims, mais supportant également un important trafic fret.
Ouverte de 1874 à 1877 par la Compagnie des chemins de fer de l'Est, elle est encore ouverte à tout trafic malgré la fermeture de l'intégralité des haltes intermédiaires situées entre Is-sur-Tille et Culmont - Chalindrey.
Elle constitue la ligne n°843 000 du réseau ferré national.

## Histoire

### Origine et ouverture
La ligne « de Dijon à Langres, » dont le tronçon d'Is-sur-Tille à Culmont - Chalindrey constitue une section, est déclarée d'utilité publique par décret impérial le 14 juin 1861. Elle est concédée à la Compagnie des chemins de fer de Paris à Lyon et à la Méditerranée par une convention entre le ministre secrétaire d'État au département de l'Agriculture, du Commerce et des Travaux publics et la compagnie signée le 1er mai 1863. Cette convention est approuvée par un décret impérial le 11 juin 1863.
La ligne d'Is-sur-Tille à Culmont - Chalindrey est rétrocédée à la Compagnie des chemins de fer de l'Est par la Compagnie des chemins de fer de Paris à Lyon et à la Méditerranée selon les termes d'une convention signée le 18 novembre 1875 entre les compagnies. Cette convention est approuvée par une loi le 31 décembre suivant.
Le 18 mai 1874, la Compagnie des chemins de fer de l'Est met en service le tronçon d'Is-sur-Tille à Vaux-sous-Aubigny, dans le prolongement septentrional de la ligne de Dijon-Ville à Is-sur-Tille, ouverte le 28 octobre 1872 par la Compagnie des chemins de fer de Paris à Lyon et à la Méditerranée (PLM). En 1878, une seconde voie est posée de Dijon à Culmont - Chalindrey, au sud d'Is par le PLM, puis au nord par la Compagnie de l'Est. La ligne est prolongée progressivement vers le nord de 1881 à 1889.
Durant la Première Guerre mondiale, l'axe de Dijon à Toul possède un rôle de premier plan pour acheminer les troupes depuis le sud et le centre de la France vers le front en Argonne et à Verdun. En 1919, une gare régulatrice pour les approvisionnements est établie à Is-sur-Tille par les Américains. En 1933, un viaduc courbe de 70 arches permet aux trains en provenance de Langres de se diriger vers Dijon sans cisailler la voie paire de Mulhouse. À partir de 1935, le relais traction d'Is-sur-Tille, qui imposait le changement de machines entre les deux réseaux pour les trains de marchandises, est abrogé.
En septembre 1939, la ligne connaît un trafic considérable, avec de nombreuses circulations militaires, destinées à concentrer à proximité de la frontière allemande les troupes ainsi que tout le matériel nécessaire, munitions, carburant ou sanitaires. Le 14 mai 1940, la circulation est suspendue par la SNCF, et dès le lendemain, le nœud ferroviaire de Culmont - Chalindrey est pris pour cible par l'aviation allemande, préalable à l'invasion éclair. Située en zone occupée, la ligne est alors gérée par la Deutsche Reichsbahn, qui organise la circulation des transports de la Wehrmacht.
La nuit du 12 au 13 juillet 1944, les Alliés bombardent les installations de Culmont - Chalindrey dans le cadre du débarquement de Normandie afin d'entraver les mouvements de troupes de la Wehrmacht ; la gare et le dépôt sont rasés, et les deux viaducs du raccordement en courbe et du Saôlon sont endommagés. Les diverses destructions sur la ligne jusqu'à Is-sur-Tille rendent le parcours impraticable.
La ligne a été intégralement électrifiée en décembre 1964 (électrification à 25 kV et 50 Hz).

## Caractéristiques

### Tracé
C'est une ligne qui traverse une région de plateaux assez accidentée, aussi le tracé est sinueux et la vitesse des trains ne dépasse pas les 120 km/h. Le profil est très moyen avec des déclivités qui atteignent 10‰ sur la presque totalité du parcours. Cette ligne est intégralement à double voie. Elle ne comporte aucun ouvrage d'art notable à l'exception du saut de mouton de Chalindrey (viaduc de 533 m de long qui supporte la voie 2).

### Équipement
La ligne, à double voie, est électrifiée en 25 kV-50 Hz monophasé, équipée du block automatique lumineux (BAL), du contrôle de vitesse par balises (KVB) et d'une liaison radio sol-train GSM-R.

### Vitesses limites
Vitesses limites de la ligne en 2014 pour tous types de trains en sens impair (certaines catégories de trains, comme les trains de marchandises, possèdent généralement des limites plus faibles) :
| De (PK)           | À (PK)               | Limite (km/h) |
| ----------------- | -------------------- | ------------- |
| Is-sur-Tille      | PK 355,6             | 130           |
| PK 355,6          | Vaux-sous-Aubigny    | 120           |
| Vaux-sous-Aubigny | Culmont - Chalindrey | 130           |

## Trafic
La ligne voit ses circulations omnibus définitivement suspendues en 1971. Si elle voit transiter des trains de grandes lignes reliant le Luxembourg et la Lorraine à la vallée du Rhône, ou encore des TGV (entre 2001 et 2018), son trafic est pour l'essentiel constitué de fret. En 2024, un Intercités reliant Nancy à Lyon (en desservant Culmont - Chalindrey) est créé.

### Matériel roulant ayant circulé sur la ligne
BB 25100, CC 72000

### Matériel roulant circulant sur la ligne
BB 22200, BB 26000, BB 36000, BB 27000, BB 37000, CC 72100